# Draba tenerrima
Draba tenerrima är en korsblommig växtart som beskrevs av Otto Eugen Schulz. Draba tenerrima ingår i släktet drabor, och familjen korsblommiga växter. Inga underarter finns listade i Catalogue of Life.